# Agrigento (pokrajina)
Pokrajina Agrigento (talijanski: Provincia di Agrigento, sicilijanski: Pruvincia di Girgenti) je jedna od devet pokrajine u talijanskoj regiji Siciliji. Glavni grad pokrajine je Agrigento. 
Ova pokrajina nalazi se na južnoj obali Sicilije. Na zapadu graniči s pokrajinom Trapani, na sjeveru s pokrajinom Palermo, a na jugu s pokrajinom Caltanissettom. Ova pokrajina sastoji se od 43 općine. To uključuje i općinu Lampedusa e Linosa koja se nalazi na Pelagijskim otocima.
Većina radno aktivnog stanovništva zaposlena je u poljoprivredi i turizmu. Glavne atrakcije su grčki hramovi Agrigenta koji se nalaze na UNESCO-ovom popisu svjetske baštine.

## Najveće općine
(stanje: 30. lipnja 2005.)
| Općina               | Broj stanovnika |
| -------------------- | --------------- |
| Agrigento            | 59.106          |
| Sciacca              | 40.826          |
| Licata               | 38.990          |
| Favara               | 33.588          |
| Canicattì            | 33.429          |
| Palma di Montechiaro | 23.928          |
| Ribera               | 19.664          |
| Porto Empedocle      | 17.042          |
| Ravanusa             | 13.541          |
| Raffadali            | 13.407          |
| Menfi                | 12.902          |
| Campobello di Licata | 10.628          |
| Aragona              | 9.891           |
| Racalmuto            | 9.541           |
| Naro                 | 8.708           |
| Casteltermini        | 8.698           |
| San Giovanni Gemini  | 8.081           |